# Eurypauropodoidea
Eurypauropodoidea – nadrodzina skąponogów z rzędu Tetramerocerata.

## Opis
Charakterystyczna dla tych skąponogów jest pokrycie całego ciała, włącznie z głową i pygidium, sześcioma niepodzielonymi, brązowawymi tergitami. Posiadają owalne, masywne ciało i małą głowę. Tergity mają silnie zesklerotyzowane, pokryte zmodyfikowanymi szczecinkami (setae) i innymi wyrostkami oskórka. Dorosłe formy posiadają 9 par krótkich odnóży, które są tylko częściowo widoczne podczas ruchu. Poruszają się uderzająco szybko.

## Systematyka
To tej nadrodziny skąponogów należą 2 rodziny:
- Eurypauropodidae Ryder, 1879
- Sphaeropauropodidae Vernhoeff, 1934